# Соглашение между Азербайджаном и Арменией (1919)
Мирное соглашение между Азербайджанской Республикой и Республикой Армения было подписано в Тифлисе 23 ноября 1919 года.

## Подписание соглашения
Представители США и Великобритании на Кавказе выразили свою озабоченность главам правительств Азербайджана и Армении по поводу обострения военной ситуации в регионе, которая будет препятствовать работе Парижской мирной конференции. Представитель США полковник Джеймс Купер Рей предложил провести в Тифлисе конференцию для мирного урегулирования спорных вопросов между сторонами. 20—22 ноября в Тифлисе прошли встречи делегаций во главе с главами правительств Азербайджана и Армении Насиб-бек Усуббековым и Александром Хатисовым. Соглашение было подписано 23 ноября с участием посредников — заместителя Верховного комиссара на Кавказе, Рея (James C. Rhea) и министра иностранных дел Грузии Е. Гегечкори. Причиной подписания соглашения послужила угроза наступления сил Деникина на обе закавказские республики.
Соглашение состояло из пяти пунктов:
1. Правительства Армении и Азербайджана обязуются прекратить происходящие ныне столкновения и не прибегать вновь к силе оружия.
2. Правительства Армении и Азербайджана соглашаются принять действительные меры для исправления и открытия дорог, ведущих в Зангезур, для мирного движения по ним.
3. Правительства Армении и Азербайджана обязуются разрешать все спорные вопросы, включая вопрос о границах, путем мирных соглашений, впредь до решений, имеющих быть принятыми конференцией, предусмотренной следующей статьей. В случае, если не представится возможным достичь мирного соглашения, оба правительства обязуются избрать нейтральное лицо в качестве третейского судьи, решения которого они соглашаются признавать обязательными для себя. В настоящее время таковым нейтральным лицом признается полк. Джеймс С. Рей[англ.] армии Соединенных Штатов.
4. Правительства Армении и Азербайджана обязуются немедленно назначить делегатов в равном числе на конференцию, имеющую состояться в Баку, в среду, ноября 26-го, с перенесением таковой в Тифлис декабря 4-го, где заседания конференции будут продолжаться, если по взаимному соглашению не будет признано нужным перенести их в другое место. Конференция эта будет обсуждать все вопросы, являющиеся причиной споров или трений между обоими правительствами и будет иметь полномочия разрешать таковые путем соглашения или арбитража.
5. Настоящее соглашение считается действительным со дня подписания и приобретает постоянную силу по ратификации парламентами обоих государств, а председатели правительств Армении и Азербайджана настоящим обязывают свои правительства добросовестно поддерживать и выполнять все постановления вышеприведенного соглашения, во свидетельство чего они скрепляют своими подписями настоящее соглашение, составленное в Тифлисе 23 ноября 1919 г. в трех экземплярах на английском и русском языках, причем по одному экземпляру на каждом языке вручается представителю союзного верховного комиссара и председателям правительств Армении и Азербайджана.

## Последующие события
Сразу после подписания соглашения азербайджанская сторона обвинила Армению в нападении на Зангезур, повлекшем гибель 300 мусульман. 29 ноября Армения признала факт боевых столкновений под Зангезуром, но заявила, что операция проводилась исключительно против турецких войск. 8 декабря Азербайджан потребовал создания комиссии по Зангезуру, пригрозив выйти из соглашения. В результате азербайджанско-армянская конференция, намеченная на 26 ноября, состоялась только 14-21 декабря. На этой конференции не было принято практических решений. Дискуссии, состоявшиеся в апреле 1920 года, также не дали положительных результатов. К этому моменту армянскому правительству стало известно о наращивании военного присутствия Азербайджана под Занзегуром, а Азербайджан предпринял попытку разоружить армянское население в Карабахе. 
28 апреля в Баку произошел большевистский переворот.
10 августа 1920 года между РСФСР и Первой Республикой Армения было заключено соглашение, согласно которому Красная Армия РСФСР заняла спорные между Арменией и Азербайджанской ССР территории Карабаха, Зангезура и Нахичевани.

## Последующие соглашения
- Бишкекский протокол (Соглашение о прекращении огня с 12 мая 1994 года)
- Заявление о прекращении огня в Нагорном Карабахе (2020)
- Мирное соглашение между Арменией и Азербайджаном (2025)